# Титима, Джошуа
Джошуа Титима (англ. Joshua Titima; 20 октября 1992) — замбийский футболист, вратарь клуба «Пауэр Дайнамоз».

## Клубная карьера
Джошуа начал свою футбольную карьеру в клубе «Занако», за который дебютировал в 2009 году. В первом же сезоне на профессиональном уровне Титима стал победителем чемпионата Замбии. В следующем году принимал участие в матчах «Занако» в Кубке Конфедераций.
В конце 2011 года вратарь перешёл в «Пауэр Дайнамоз», только что выигравший чемпионат Замбии. Играл в матчах против «ТП Мазембе» в рамках Лиги чемпионов КАФ 2012. Во второй встрече, проходившей в ДР Конго пропустил шесть мячей, а его команда покинула турнир

## Карьера в сборной
За сборную Замбии Джошуа выступает с 2012 года. Был включён в качестве третьего голкипера в заявку на Кубок африканских наций 2012, ставший для его команды победным. На турнире не провёл ни одного матча.
На проходивший в следующем году Кубок африканских наций 2013 Титима также был включён в окончательную заявку, но снова не принимал участия в матчах турнира.

## Достижения
- Чемпион Замбии (1): 2009
- Обладатель Кубка африканских наций (1): 2012